# Jallulla

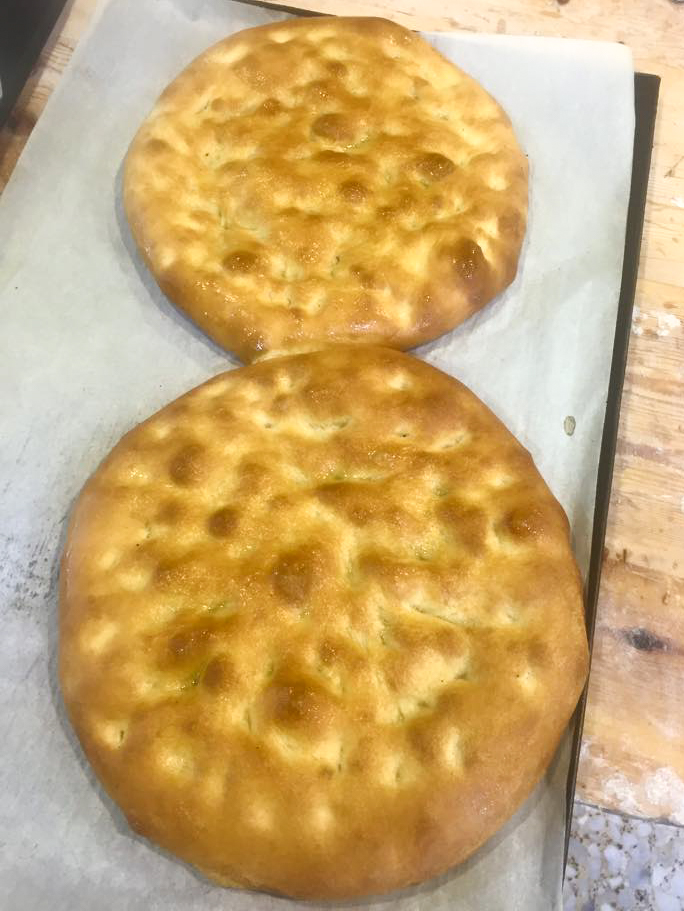
Jallulla y salaílla en Cazorla.

Las jallullas o jayuyas (posiblemente del árabe حلوى haluwa 'pan dulce') son unas tortas dulces y esponjosas de masa madre, harina, agua y poca levadura típico del área de Granada, en España, las cuales son aliñadas con aceite de oliva y azúcar. Su versión salada es llamada salaílla, sustituyendo el azúcar por sal gorda. Ambas son una especialidad típica de la tradición panadera de Alfacar y Víznar. Este pan es el antepasado de la hallulla, otro pan plano y redondo típico de Bolivia, Chile, Ecuador y Perú. Asimismo existe otro derivado en la Comarca Minera del estado mexicano de Hidalgo, particularmente en Omitlán y Real del Monte, llamado «gayuya». Las gayuyas mexicanas son un tipo de torta o semita de sémola de trigo endulzada con piloncillo, similar a la masa del cocol o el chimiztlán por el uso del grano integral.
Las jallullas granadinas son, en esencia, una cañada de azúcar aragonesa de forma circular. Aunque las jallullas originales son completamente redondas, ahora también se hacen ligeramente alargadas, lo que difumina aún más la línea entre ambas recetas. Se caracteriza por unos hoyos a lo largo de su superficie que el panadero hace con sus dedos para verter el aceite. Las jayuyas forma parte de un grupo de panes planos arcaicos que eran producidos antiguamente en las alquerías remotas de la España rural, donde no había disponibles hornos comunales, así que las familias debían cocer su propio pan bajo las cenizas. El nombre árabe es un diminutivo de حلو halu ('dulce'), es decir 'dulcecito' o 'panecito dulce'. En un número de la Revista de dialectología y tradiciones populares de 1962 se dice que la jallulla es una «torta de aceite con sal en la parte de Sevilla, Cádiz, Huelva y Fondón».
En la actualidad la jayuya es una elaboración que se está perdiendo, y su consumo se ha reducido a las ferias gastronómicas o las fiestas tradicionales granaínas como el 3 de mayo, Día de la Cruz o el 1 de febrero, día del santo patrón de Granada, San Cecilio.